# 波久禮站
波久禮站（日语：／ Hagure eki */?）是位於埼玉縣大里郡寄居町大字末野81番1號，秩父鐵道的秩父本線車站。

## 歷史
- 1903年（明治36年）4月2日 - 上武鐵道開設此站。車站名稱取自當地塌方的地名[1]。
- 1916年（大正5年）2月25日 - 改變公司名稱，成為秩父鐵道車站。

## 車站構造
此站是地面車站，設有1面2線的島式月台。此站是由寄居站管理的業務委託車站。車站職員當值時間為平日的星期一、三、五7:00～14:00，星期二、四的9:00～16:00和星期六日9:00～17:00。廁所（濕廁）位於檢票口外。

### 月台
| 月台 | 路線    | 方向                         |
| ---- | ------- | ---------------------------- |
| 1    | ■秩父線 | 長瀞、秩父、三峰口方向       |
| 2    | ■秩父線 | 寄居、熊谷、行田市、羽生方向 |

## 使用狀況
- 在2018年度1日平均乘車人次為109人。

| 年度               | 1日平均 乘車人次 |
| ------------------ | ---------------- |
| 2009年（平成21年） | 144              |
| 2010年（平成22年） | 135              |
| 2011年（平成23年） | 129              |
| 2012年（平成24年） | 127              |
| 2013年（平成25年） | 125              |
| 2014年（平成26年） | 120              |
| 2015年（平成26年） | 117              |
| 2016年（平成28年） | 112              |
| 2017年（平成29年） | 116              |
| 2018年（平成30年） | 109              |

## 車站周邊
- 國道140號
- 埼玉縣道82號長瀞玉淀自然公園線（日语：埼玉県道82号長瀞玉淀自然公園線）
- 荒川
  - 寄居橋（日语：寄居橋）（波久禮橋）
  - 葉暮橋（日语：葉暮橋）
- 玉淀水壩（日语：玉淀ダム）（玉淀湖） - 位於站前荒川是玉淀湖。
- 風布川 - 沿河川設有「風之町」行人道。川源的泉水名為「日本水」。被選為名水百選[2]。
- 圓良田湖（日语：円良田湖） - 步行約20分鐘的人工湖。周邊設有遠足徑が[3]。
- 金尾山 - 步行約15分鐘。春天會盛開杜鵑花而知名[4] 。
- 寄居簡保之宿

## 相鄰車站
秩父鐵道
秩父本線
SL「Paleo Express」、急行「秩父路」
通過（Paleo Express會有一段時期臨時停站）
普通
寄居－波久禮－樋口

## 注腳
1. ↑   . 埼玉新聞 (埼玉新聞社). 1981-02-22: 7 （日语）.13140號
2. ↑  風のみち （页面存档备份，存于）（日語） - 寄居町
3. ↑  円良田湖 （页面存档备份，存于）（日語） - 寄居町觀光協會
4. ↑  金尾山つつじ祭り （页面存档备份，存于）（日語） - 寄居町觀光協會

## 外部連結
- 車站情報 波久禮站（秩父鐵道） （页面存档备份，存于）（日語）